# 李君毅
李君毅（英語：Lee Chun-Yi，1965年2月8日—），當代水墨藝術家、藝術教育家，原籍山東榮成，出生於台灣高雄，1970年移居香港。畢業於香港中文大學藝術系及台灣東海大學美術研究所，並獲美國亞利桑那州立大學中國藝術史博士。曾任美國鳳凰城美術館中國繪畫博士後研究員。曾任教於國立臺灣師範大學美術系。現為專職藝術家。

## 生平
- 1965年，李君毅生於台灣高雄。
- 1970年，隨父母舉家移居至香港。
- 1985年，在恩師劉國松[3]的鼓勵下，自理科的生物化學領域轉念藝術學系，並隨劉國松學習當代水墨。
- 1988年，獲香港中文大學文學士(一等榮譽)。
- 1995年，進入台中東海大學美術研究所進修，繼續親炙劉國松的教澤，並受王秀雄、陸蓉之、薛保瑕、李振明等老師的教導。
- 1997年，獲東海大學美術研究所藝術創作碩士。
- 2004年，獲美國亞利桑納州州立大學文學碩士。
- 2009年，獲美國亞利桑納州州立大學哲學博士。
- 2011年，毅然放棄美國鳳凰城美術館的研究工作，返台任教於國立臺灣師範大學美術系。
- 現為專職藝術家，居住與創作於台灣、美國兩地。

## 重要出版
《山動 心動：李君毅的藝術創作》。台北：名山藝術出版，2024。ISBN 978-986-06614-4-6
《心印臺灣：李君毅當代水墨藝術》。台北：藝術家雜誌社出版，2021。ISBN 9-7898-6282-2753
《此岸彼岸：李君毅當代水墨藝術的後殖民文化思索》。台北：遠流出版，2019。ISBN 9-7895-7328-5694
《後殖民的藝術探索：李君毅的現代水墨畫創作》。台北：遠流出版，2015。ISBN 9-7895-7327-6180
Hidden Meanings of Love and Death in Chinese Painting: Selections from the Marilyn and Roy Papp Collection. Phoenix: Phoenix Art Museum （页面存档备份，存于）, 2013.  ISBN 9-7809-8440-8153
《劉國松：藝術的叛逆．叛逆的藝術》。台北：南方家園，2012。ISBN 9-7898-6875-3495
《一個東西南北人：劉國松80回顧展》圖錄。台中：國立台灣美術館，2012。ISBN 9-7898-6032-1302
“The Immortal Brush: Daoism and the Art of Shen Zhou (1427-1509).” PhD dissertation, Arizona State University, 2009.
Tradition Redefined: Modern and Contemporary Chinese Ink Paintings from the Chu-tsing Li Collection, 1950–2000. (contributor). New Haven, CT: Yale University Press, 2009。ISBN 9-7803-0012-6723
《宇宙心印：劉國松的藝術創作與思想》。香港：香港大學美術博物館，2009。ISBN 9-7896-2803-8961
“Quest for Immortality: Shen Zhou’s Watching the Mid-Autumn Moon at Bamboo Villa.” MA thesis, Arizona State University, 2004.
《劉國松談藝錄》。長沙：河南美術出版社，2002。
《香港現代水墨畫文選》。香港：香港現代水墨畫協會，2001。ISBN 9-6285-99127
《劉國松研究文選》。台北：國立歷史博物館，1996。ISBN 9-5700-7636-4

## 畫展
2025     《線，形，字：INK基金會收藏書法藝術》，洛杉磯郡立美術館，洛杉磯，美國
《新象：古干、李君毅、王無邪》，藝倡藝廊，紐約，美國
《文字的藝術：書法與華人藝術家》，諾頓美術館，佛羅里達，美國
2024     《山動 ‧ 心動：李君毅的藝術創作》，名山藝術  Mingshan Art，台北，台灣
2023     《依隱玩世：李君毅創作展》，名山藝術  Mingshan Art，新竹，台灣
《2023橫山書法雙年展》，桃園市立美術館，桃園，台灣
             《超越傳統：中國藝術的變革》，克倫威爾藝術場，倫敦，英國
2022     《傳統新義: 李鑄晉家族捐贈中國水墨珍藏展》，鳳凰城美術館，鳳凰城，美國
             《字由人》，香港藝術館，香港
             《鯤島新地圖－「熱蘭遮城400年」前導展》，台南美術館，台南，台灣
2021     《心印台灣：李君毅當代水墨藝術》名山藝術  Mingshan Art，台北，台灣
2020       Longing for Nature: Reading Landscapes in Chinese Art, Rietberg Museum, Zurich, Switzerland.
2019     《格物 ‧ 印證 - 李君毅當代水墨創作展》輔仁藝廊，台北，台灣
《豐碑：李君毅的水墨藝術》，藝倡畫廊，香港
2018     《此岸彼岸：李君毅水墨創作展》名山藝術  Mingshan Art，台北，台灣
2017　 《記憶的交織與重疊——後解嚴台灣水墨》，國立台灣美術館，台中，台灣
2017　 《隅&域——深圳美術館2017當代藝術展》 深圳，中國
2015    《絕對合理》 Ink Asia 水墨藝博，香港    
2015    《水墨格新》 Art Taipei 台北藝術博覽會，台北，台灣
2014    《水墨格新》 李君毅創作展，名山藝術 Mingshan Art，台北，台灣
2013    《水墨薪傳》 劉國松 李君毅聯展，名山藝術  Mingshan Art，台北，台灣
2012    《水墨：中國藝術》，Saatchi Gallery，倫敦，英國
2011    《百花齊放：李君毅畫展》，Michael Goedhuis，倫敦， 英國
2010    《山韻．松籟：李君毅的水墨畫》，Chinese Porcelain Company，紐約，美國
2000    《字娛：李君毅畫展》，漢雅軒 Hanart TZ Gallery，香港
1999    《世紀．四紀：李君毅的繪畫》，沙田與屯門大會堂展覽廳，香港
1997    《李君毅吶喊山水》，羲之堂畫廊，台北，台灣
            《李君毅畫展，紅地藝術中心》，北京，中國
            《四祭山水：李君毅個展》，東海大學藝術中心，台中，台灣
1994    李君毅畫展，多倫多博藝文舍，加拿大
1991    李君毅畫展，中央美術學院畫廊，北京，中國
1989    李君毅水墨畫展，台中市立文化中心，台中， 台灣
1989    李君毅水墨畫展，三原色藝術中心，台北，台灣

## 藝術貢獻
李君毅是當代水墨藝術領域中極具影響力的藝術家。他的創作不僅承襲傳統水墨精神，更在技法與表現形式上展現出獨特創新，為現代水墨藝術的發展注入了新的活力。以下是他備受推崇的幾個重要原因：
- 對傳統媒材的創新  李君毅以當代視角重新詮釋傳統水墨技法。他結合經典筆法、書法和水墨渲染，並融入現代主題，從而在過去與現在之間建立了橋樑。
- 對文化身份的探索  他的作品經常探討文化身份、全球化以及現代社會的複雜性。這些主題與當今世界正在經歷劇變的觀眾和藝術家產生共鳴。
- 全球視野  李君毅的藝術呈現出東西方藝術傳統之間的對話。他將中國傳統美學與當代全球藝術實踐相融合，擴展了水墨藝術的國際影響力和當代價值。
- 展覽與認可  李君毅的作品曾在亞洲及其他地區的重要畫廊與藝術機構展出。他參與了許多大型展覽與藝術博覽會，提升了當代水墨藝術的知名度。
- 對年輕藝術家的影響  作為教育者與藝術實踐者，李君毅啟發了一代新興藝術家，以創新的方式探索水墨藝術。他的藝術理念展示了傳統藝術如何在21世紀依然保持生命力與時代感。

李君毅以其獨特的藝術視角與創新技法，為當代水墨藝術開創了新的可能性。他的作品融合傳統筆墨精神與現代美學觀念，在延續文化根基的同時，也展現出與全球藝術對話的深度。他不僅在技法上探索水墨的多樣性，還以作品承載對文化、歷史與個人情感的深刻思考。作為一位備受尊敬的藝術家，他的創作不僅拓展了水墨藝術的表現邊界，也促進了傳統與當代、東方與西方的藝術融合，使得當代水墨在國際藝術舞台上綻放新的光彩。

## 重要典藏
美國洛杉磯郡立美術館 (Los Angeles County Museum of Art, USA)
美國丹佛美術館 (Denver Art Museum,USA)
美國哈佛大學薩克勒博物館 (Harvard Art Museums-Arthur M. Sackler Gallery, USA)
美國舊金山亞洲藝術博物館 (Asian Art Museum of San Francisco, USA)
美國鳳凰城美術館 (Phoenix Art Museum, Arizona, USA)
英國牛津大學愛殊慕蓮博物館  (Ashmolean Museum, Oxford, England)
美國俄勒岡大學舒尼澤博物館 (Jordan Schnitzer Museum of Art, Oregon, USA)
美國佛羅里達諾頓博物館 (Norton Museum of Art, Florida, USA)
香港藝術館 (Hong Kong Museum of Art, Hong Kong)
中國江蘇省美術館 (Jiangsu Art Museum, China)
中國青島市美術館 (Qingdao Art Museum, China)
中國山東博物館 (Shandong Museum, China)
台灣台南市美術館 (Tainan Art Museum)
台灣桃園市立美術館 (Taoyuan Museum of Fine Arts)
台灣國立藝術教育館 (National Taiwan Arts Education Center, Taiwan)